# Jean de Guebriant
Jean-Baptiste Budes, hrabia de Guébriant (ur. 1602, zm. 17 listopada 1643) – marszałek Francji.
Urodził się w Plessis-Budes, koło St Brieuc, w starej bretańskiej rodzinie. Służył najpierw w Holandii, podczas wojny trzydziestoletniej dowodził od 1638 do 1639 francuskim kontyngentem w armii swego przyjaciela Bernarda Weimarskiego, wyróżniając się szczególnie podczas oblężenia Breisach w 1638. Po śmierci Bernarda Weimarskiego przejął naczelne dowództwo nad jego słynną armią i spróbował do spółki ze szwedzkim generałem Johanem Banérem śmiałego ataku na Ratyzbonę w 1640.
Jego zwycięstwa w bitwie pod Wolfenbüttel 29 czerwca 1641 oraz w bitwie pod Kempen w 1642 dały mu buławę marszałkowską. Po nieudanej próbie inwazji na Bawarię w spółce ze szwedzkim wodzem Lennartem Torstenssonem obległ Rottweil, gdzie 17 listopada 1643 został śmiertelnie raniony. Twierdza padła dwa dni po jego śmierci. Brak tego znakomitego wodza dał się bardzo szybko odczuć. W tydzień po jego śmierci jego świetna armia została unicestwiona przez wojska cesarsko-bawarskie w bitwie pod Tuttlingen.